# Csávos
Csávos (románul: Grăniceri) falu Romániában, a Bánságban, Temes megyében.

## Fekvése
Közvetlenül a szerb-román határ mellett, Temeskeresztestől délre, Módos keleti szomszédjában, Módos, Surján, Tógyér és Gád közt, a Temes folyó bal partján fekvő település.

## Története
Csávos Árpád-kori település. Nevét már 1256-ban említette oklevél mint a Tymus (Temes) közelében fekvő Chauas falut és annak vámját, mely a Csanád nemzetség ősi birtokai közé tartozott és melyeket a nemzetség osztozkodásakor Kelemenus bán fiai kaptak meg. Csávás ekkor Temes vármegyéhez Tartozott.
1274-ben Chawas néven írták és a Csanád nemzetségből való Csanád, Barabás és Fülöp fiai örökbirtokának megosztásakor Csanád fiainak: Dénesnek és Gergelynek jutott.
1333-1335 között a pápai tizedjegyzék is említette mint magyar lakosságú egyházas helyet Cauas, Chauas, Chavas formákban.
1337-ben a Csanád nemzetség tagjainak újabb birtokmegosztásakor a Makófalviak és a Telegdyek kapták meg.
1442-ben még vámos hely volt és Temes vármegyéhez számították.
A török hódoltság alatt sem pusztult el. Az 1717 évi összeírásban Chavosch alakban, a csákovai kerület községei között említették, 15 lakott házzal. Mercy térképén ugyancsak a lakott helyek között szerepelt.
1783-ban szerb lakosainak nagy része a katonai határőrvidékre költözött, helyükbe németek telepedtek.
1781-ben, a kincstári birtokok elárverezésekor Endrődy Mátyás alszámvevő vásárolta meg, kitől fia, Endrődy József örökölte, aki 1848-ig volt a helység birtokosa. Ő építette 1847-ben az itteni kastélyt is.
A kastélyt szép, gondozott park övezte és itt állt a régi Endrődy-féle családi sírkápolna is, várkapuszerű terméskövekből emelt felépítménnyel, mely később a Csávossy család sírboltja is lett.
Endrődy József halálával, a község 1850-ben a kincstárra szállt. 1850-ben Csávossy Ignácz vásárolta meg.
1851-ben Fényes Elek írta a településről: Csávos, német-magyar-rácz falu, Torontál vármegyében, a Temes parton, Módossal átellenben: 394 katholikus, 98 református, 88 óhitű, 2 zsidó lakossal, katholikus templommal, gyönyörü kastélylyal, sörházzal, 21 6/8 egész telekkel. Földesura Endrődy József. Utolsó posta Nagy-Becskerek.
1861-ben húsvét napján nagy tűzvész, 1863-64-ben pedig nagy ínség pusztított itt.
1910-ben 1050 lakosából 204 fő magyar, 695 német, 136 szerb volt. A népességből 806 fő római katolikus, 95 református, 149 görög keleti ortodox volt.
A trianoni békeszerződésig Torontál vármegye Módosi járásához tartozott.

## Híres emberek
- Itt született 1916-ban Sisak Ernő elektromérnök, műszaki író.